# Municipio Cotagaita
Das Municipio Cotagaita ist ein Verwaltungsbezirk im Departamento Potosí im südamerikanischen Anden-Staat Bolivien. Seine Entstehung geht zurück auf ein Dekret vom 26. August 1863.

## Lage im Nahraum
Das Municipio Cotagaita ist eins von zwei Municipios in der Provinz Nor Chichas. Es grenzt im Norden an die Provinz José María Linares, im Westen an die Provinz Antonio Quijarro, im Süden an die Provinz Sur Chichas, im Südosten an das Departamento Chuquisaca und im Nordosten an das Municipio Vitichi. Es erstreckt sich über 100 Kilometer in Ost-West-Richtung und über 150 Kilometer in Nord-Süd-Richtung.
Der zentrale Ort des Municipios ist die Provinzhauptstadt Santiago de Cotagaita mit 3931 Einwohnern (Volkszählung 2012) im zentralen Teil des Municipios.

## Geographie
Das Municipio Cotagaita liegt im südlichen Teil der kargen Hochebene des bolivianischen Altiplano. Das Klima ist wegen der Binnenlage kühl und trocken und durch ein typisches Tageszeitenklima gekennzeichnet, bei dem die Temperaturschwankungen zwischen Tag und Nacht in der Regel deutlich größer sind als die jahreszeitlichen Schwankungen.
Die Jahresdurchschnittstemperatur liegt bei 15 °C und schwankt nur unwesentlich zwischen 11 °C im Juni/Juli und 18 °C im Dezember/Januar. Der Jahresniederschlag beträgt nur etwa 300 mm, mit einer stark ausgeprägten Trockenzeit von April bis Oktober mit Monatsniederschlägen unter 10 mm und einer Feuchtezeit von Dezember bis Februar mit 70 bis 80 mm Monatsniederschlag.

## Bevölkerung
Die Einwohnerzahl des Municipios ist zwischen 1992 und 2024 um gut ein Fünftel angewachsen:
| Jahr | Einwohner | Quelle       |
| ---- | --------- | ------------ |
| 1992 | 24.494    | Volkszählung |
| 2001 | 24.025    | Volkszählung |
| 2012 | 31.801    | Volkszählung |
| 2024 | 29.070    | Volkszählung |

Die Bevölkerungsdichte des Municipios bei der letzten Volkszählung im Jahr 2024 betrug 4,53 Einwohner/km², der Anteil der städtischen Bevölkerung war 0 Prozent, der Anteil der unter 15-Jährigen an der Bevölkerung lag bei 44,9 Prozent.
Der Alphabetisierungsgrad bei den über 19-Jährigen beträgt 67 Prozent, und zwar 89 Prozent bei Männern und 49 Prozent bei Frauen. Wichtigste Sprache mit einem Anteil von 96 Prozent ist Quechua, 73 Prozent der Bevölkerung sprechen Spanisch. 76 Prozent der Bevölkerung sind katholisch, 19 Prozent evangelisch. (2001)
Die Lebenserwartung der Neugeborenen liegt bei 59 Jahren. 89 Prozent der Bevölkerung haben keinen Zugang zu Elektrizität, 89 Prozent leben ohne sanitäre Einrichtung. (2001)

## Politik
Ergebnis der Regionalwahlen (concejales del municipio) vom 4. April 2010:
| Wahlberechtigte |  | Stimmen | gültig |  | MAS-IPSP | A.A.O.Q. | N.A.CH. | AS    |
| --------------- |  | ------- | ------ |  | -------- | -------- | ------- | ----- |
| 10.178          |  | 8.415   | 5.813  |  | 3.662    | 1.353    | 515     | 283   |
|                 |  | 82,7 %  | 69,1 % |  | 63,0 %   | 23,3 %   | 8,9 %   | 4,9 % |

Ergebnis der Regionalwahlen (elecciones de autoridades políticas) vom 7. März 2021:
| Wahl- berechtigte |  | Wahl- beteiligung | gültige Stimmen |  | MAS-IPSP | AS      | PAN-BOL | M.O.P. |
| ----------------- |  | ----------------- | --------------- |  | -------- | ------- | ------- | ------ |
| 11.560            |  | 9.519             | 7.390           |  | 4.432    | 1.287   | 598     | 321    |
|                   |  | 82,34 %           | 77,63 %         |  | 59,97 %  | 17,42 % | 8,09 %  | 4,34 % |

## Gliederung
Das Municipio untergliederte sich bei der Volkszählung 2012 in die folgenden Kantone (cantones):
- 05-0601-01 Kanton Cotagaita – 90 Ortschaften – 16.621 Einwohner
- 05-0601-02 Kanton Vichacla – 9 Ortschaften – 1.268 Einwohner
- 05-0601-03 Kanton Tumusla – 3 Ortschaften – 377 Einwohner
- 05-0601-04 Kanton Toropalca – 25 Ortschaften – 2.679 Einwohner
- 05-0601-05 Kanton La Carreta – 2 Ortschaften – 67 Einwohner
- 05-0601-06 Kanton Cerro Colorado – 7 Ortschaften – 208 Einwohner
- 05-0601-07 Kanton Cornaca – 3 Ortschaften – 471 Einwohner
- 05-0601-08 Kanton Chati – 1 Ortschaft – 56 Einwohner
- 05-0601-09 Kanton Quechisla – 8 Ortschaften – 133 Einwohner
- 05-0601-10 Kanton Mormorque – 2 Ortschaften – 179 Einwohner
- 05-0601-11 Kanton Río Blanco – 22 Ortschaften – 4.764 Einwohner
- 05-0601-12 Kanton Carlos Medinacelli – 1 Ortschaft – 65 Einwohner
- 05-0601-13 Kanton Sagrario – 1 Ortschaft – 889 Einwohner
- 05-0601-14 Kanton Laytapi – 3 Ortschaften – 406 Einwohner
- 05-0601-15 Kanton Ramadas – 3 Ortschaften – 1124 Einwohner
- 05-0601-16 Kanton Villa Concepción – 4 Ortschaften – 549 Einwohner
- 05-0601-17 Kanton Pampa Grande – 15 Ortschaften – 775 Einwohner
- 05-0601-18 Kanton El Manzanal – 1 Ortschaft – 260 Einwohner
- 05-0601-19 Kanton Valle Hermoso – 9 Ortschaften – 1.707 Einwohner

## Ortschaften im Municipio Cotagaita
- Kanton Cotagaita
  - Cotagaita 3931 Einw. – Totora I 724 Einw. – Iricsina 668 Einw. – Toropalca 513 Einw. – Tres Cruces 491 Einw. – Tablaya Chica 487 Einw. – Llajta Chimpa 301 Einw. – Cotagaitilla 245 Einw. – Escara 220 Einw. – Cienega 126 Einw.

- Kanton Vichacla
  - Tocla Rancho 387 Einw. – Riberalta de Potosí 322 Einw. – Vichacla 198 Einw. – Tambo Huayco 146 Einw.

- Kanton Tumusla
  - Tumusla 279 Einw.

- Kanton Toropalca
  - Calila 244 Einw.

- Kanton Cerro Colorado
  - Jolquencho 86 Einw.

- Kanton Cornaca
  - Cornaca 323 Einw. – Cruz Pampa 107 Einw.

- Kanton Chati
  - Chati 56 Einw.

- Kanton Quechisla
  - Quechisla 49 Einw.

- Kanton Mormorque
  - Mormorque 60 Einw.

- Kanton Río Blanco
  - Tasna Rosario 2309 Einw. – Tasna Buen Retiro 796 Einw. – Kellaja 271 Einw. – Mocko Pata 87 Einw.

- Kanton Carlos Medinacelli
  - San Antonio 65 Einw.

- Kanton Sagrario
  - Sagrario 889 Einw.

- Kanton Laytapi
  - Laytapi 210 Einw. – Quinchamali 124 Einw.

- Kanton Ramadas
  - Ramadas 996 Einw.

- Kanton Villa Concepción
  - Villa Concepción 378 Einw.

- Kanton Pampa Grande
  - Puquilia 351 Einw. – Pampa Grande Collpa Uno 132 Einw.

- Kanton El Manzanal
  - Manzanal 260 Einw.

- Kanton Valle Hermoso
  - Ascanty 491 Einw. – Cazón 395 Einw.